# Municipio de Loramie
El municipio de Loramie (en inglés: Loramie Township) es un municipio ubicado en el condado de Shelby en el estado estadounidense de Ohio. En el año 2010 tenía una población de 2551 habitantes y una densidad poblacional de 27,74 personas por km².

## Geografía
El municipio de Loramie se encuentra ubicado en las coordenadas 40°14′25″N 84°22′2″O / 40.24028, -84.36722. Según la Oficina del Censo de los Estados Unidos, el municipio tiene una superficie total de 91.97 km², de la cual 91,48 km² corresponden a tierra firme y (0,53 %) 0,49 km² es agua.

## Demografía
Según el censo de 2010, había 2551 personas residiendo en el municipio de Loramie. La densidad de población era de 27,74 hab./km². De los 2551 habitantes, el municipio de Loramie estaba compuesto por el 98,55 % blancos, el 0,47 % eran afroamericanos, el 0,24 % eran asiáticos, el 0,04 % eran isleños del Pacífico y el 0,71 % eran de una mezcla de razas. Del total de la población el 0,2 % eran hispanos o latinos de cualquier raza.